# Ljalja Tschornaja
Ljalja Tschornaja (russisch Ляля Чёрная; verheiratete Nadeschda Sergejewna Chmeljowa, russisch Надежда Сергеевна Хмелёва; * 2. Februarjul. / 15. Februar 1909greg. in Naltschik, Oblast Terek, Russisches Kaiserreich; † 2. September 1982 in Moskau) war eine sowjetische Schauspielerin, Sängerin, Tänzerin und Romni.

## Leben
Ljalja Tschornaja wurde am 15. Februar 1909 in Naltschik im heutigen Kabardino-Balkarien. Ihren späteren Künstlernamen Tschornaja (Schwarze) erhielt sie schon als Kind. Ihre Familie zog nach Moskau um.
Tschornaja stand im Alter von 13 Jahren erstmals als Tänzerin mit dem Chor des Moskauer Roma Poljakow im Restaurant «Арбаткий псодвал» auf der Bühne. Zwei Jahre später war sie schon weithin bekannt und gab als Sängerin thematische Konzerte. Ihr Filmdebüt hatte sie 1928 als Tänzerin in Schiwoi trup. Nachdem Iwan Iwanowitsch Lebedew und andere Roma 1931 das Romen-Theater Moskau gegründet hatten, verließ sie den Chor und arbeitete bis 1972 an diesem Theater.
Tschornaja hatte künstlerisches Talent und wurde bald die Hauptdarstellerin dieser Bühne. Theaters. In 41 Jahren spielte sie mehr als 35 Rollen. Der Schauspieler und Mitbegründer Lebedew, später Rom-Lebedew wurde ihr erster Ehemann. Als Autor schrieb er das Stück Carmen von Triana nach dem Roman von Prosper Mérimée für sie. Tschornaja spielte 1936 die Hauptrolle der Tochter Alta im Film Posledni tabor, der zehn Jahre später in der deutschen Fassung Das letzte Zigeunerlager. Ihr zweiter Ehemann Michail Michailowitsch Janschin, den sie 1934 heiratete, hatte die männliche Hauptrolle.
Das Ehepaar ließ sich 1941 scheiden. Nikolai Pawlowitsch Chmeljow, der Direktor des Tschechow-Kunsttheater Moskau wurde Tschornajas dritter Ehemann. Beider Sohn Alexei Nikolajewitsch kam 1943 zur Welt. Janschin wird Pate des Kindes. Bei Ausbruch des Krieges 1941 war das Romen-Theater auf Tournée. Es beginnt dann in Lazaretten oder bei der Truppenbetreuung zu spielen. Chmeljow starb am 1. November 1945, bei der Generalprobe zu Iwan dem Schrecklichen.
Tschornaja feierte in den Nachkriegsjahren noch große Erfolge. Später „gab sie ihre Erfahrungen mit Begeisterung an junge Künstler weiter und schenkte ihnen viel Aufmerksamkeit und Wärme“ (E. Sariewa). Nachdem sie 1972 ihre Theaterlaufbahn beendet hatte, drehte sie noch eine Reihe von Filmen und eine Mini-Serie für das Fernsehen. In der Filmproduktion Das Zigeunerlager zieht in den Himmel war sie diesmal als alte Romni zu sehen.
Obwohl Tschornajas Konzerte im Alter seltener wurden, gab sie weiterhin Konzerte mit Volksliedern und Romanzen. Sie soll sich auch für Popkonzerte interessiert haben. Ein Jahr vor ihrem Tod gab sie ihr letztes Konzert im Varieté-Theater.

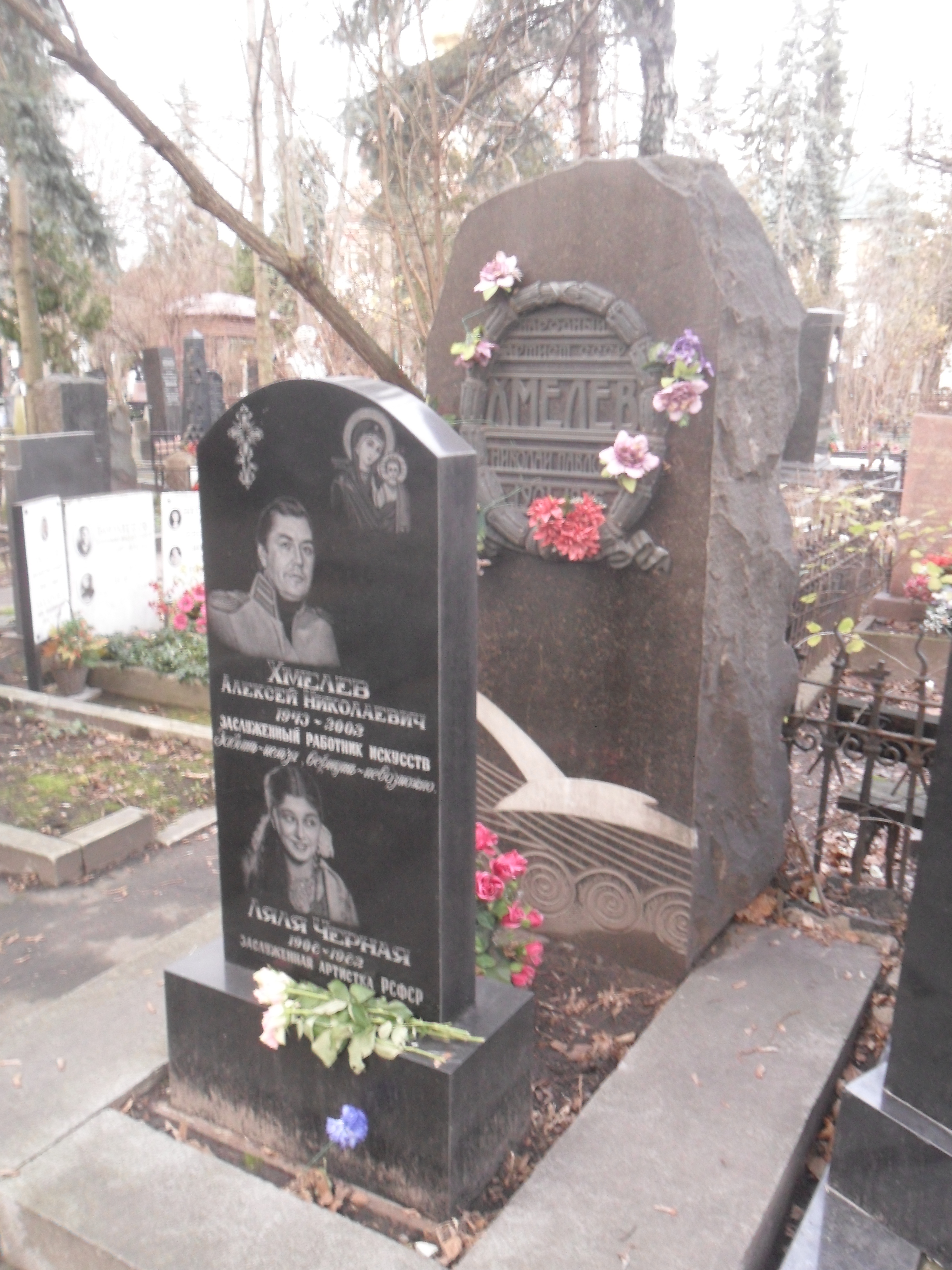
Grab der Familie Chmeljow

Ljalja Tschornaja starb am 2. September 1982 in Moskau. Sie wurde auf dem Nowodewitschi-Friedhof neben ihrem Ehemann Nikolai Chmeljow beigesetzt. Seit 2003 ist dort auch ihr Sohn beigesetzt.

### Familie
- Iwan Iwanowitsch Rom-Lebedew (1902–1976), Mitbegründer des Romen-Theaters
- Michail Michailowitsch Janschin (1902–1976), Schauspieler und Regisseur
- Nikolai Pawlowitsch Chmeljow (1901–1945), Direktor das Tschechow-Kunsttheater Moskau; Sohn:
- Alexei Nikolajewitsch Chmeljow (1943–2003).

## Auszeichnungen und Ehrungen
- 1960: Verdienter Künstler der RSFSR

## Filmografie
- 1928: Schiwoi trup
- 1936: Das letzte Zigeunerlager (Posledni tabor)
- 1974: Ogon
- 1975: Belyy krug
- 1975: Vkus khalvy
- 1976: Das Zigeunerlager zieht in den Himmel (Tabor uchodit w nebo)
- 1979: Raskolotoe nebo (TV-Mini-Serie).